# Stadiał
Stadiał (glacistadiał) – chłodniejszy okres w glacjale, podczas którego lodowce zwiększają swój zasięg. Stadiały oddzielone są od siebie interstadiałami, cieplejszymi okresami, podczas których lodowce „cofają się” na niewielkie odległości. Parę stadiał—interstadiał można uznać za rodzaj oscylacji klimatycznej.